# Йоста Сандаль
Йоста Сандаль (швед. Gösta Sandahl) — фігурист із Швеції, чемпіон світу 1914 року, бронзовий призер чемпіонату світу 1923 року, чемпіон Європи 1912 року, бронзовий призер чемпіонатів Європи (1906, 1909, 1910 років), п'ятиразовий чемпіон Швеції (1911, 1912, 1913, 1916, 1923 років), срібний призер чемпіонату Швеції 1910 року в чоловічому одиночному катанні.